# Solnice (České Budějovice)
Solnice je název pro pozdně gotickou budovu na Piaristickém náměstí v Českých Budějovicích. Postavena byla v roce 1531 jako skladiště obilí, později byla využívána jako městská zbrojnice a ještě později jako úložiště soli. Od svého posledního využití má i své jméno.
Jedná se o podlouhlou jednolodní budovu s přístavkem a pěti patry. Z jedné strany na břehu slepého ramene řeky přiléhá k původním městským hradbám, z druhé strany se otvírá na Piaristické náměstí. Fasáda je bílá, zakončená stupni s klíčovými střílnami. Ve výši pátého podlaží se nachází kamenná deska s letopočtem výstavby. Zajímavostí fasády jsou tři různě velké obličeje vytesané z kamene, čtvrtý se nachází na západním štítu budovy od Slepého ramene řeky Malše. Váže se k nim pověst, že jde o sťaté hlavy lupičů, kteří chtěli vyloupit přilehlý kostel Obětování Panny Marie. Objekt se pyšní 4. nejstarším krovem svého typu v České republice.
29. března 2019 zde po dvou letech rekonstrukce otevřela restaurace s výstavním prostorem, propojená unikátní sítí podzemních pivovodů s blízkým pivovarem v Hroznové ulici.

## Filmy
Objekt se objevuje ve scénách z tržiště z filmu Pyšná princezna. Historii unikátní stavby shrnuje video mapping k slavnostnímu otevření 29. března 2019.